# Nor Armawir
Nor Armawir – wieś w Armenii, w prowincji Armawir. W 2011 roku liczyła 1631 mieszkańców.